# 完颜欢都
完颜欢都（1051年—1113年），辽朝末年女真完颜部首领之一，金朝开国功臣。石鲁（与金昭祖完颜石鲁同名）之孙，劾孙之子。
劾里钵继任部落联盟长、生女真部族节度使之初，女真诸部相继变乱，欢都受命掌握军权，常与劾里钵谋议，出临战阵，侍从左右。帮助劾里钵在野鹊水大败纥石烈部腊醅、麻产，亲入敌阵奋击，左右出入四次，所乘战马死了十余匹。不久，追击麻产，射中其首，将其俘杀，以功被辽朝授官详稳。后来被任命为都统，在斜堆（今吉林蛟河与退博、新站间三角地）击败温都部乌春、窝谋罕，俘获蒲察部故石、拔石，巩固部落联盟。先后辅佐劾里钵、颇剌淑、盈歌、乌雅束四人，长达四十年，征伐时率先争战，部落议论时多用他的计策。劾里钵称赞他:“我有欢都，何事不成。”颇剌淑时，位居诸臣之上。盈歌嗣位，交涉辽国之事都委任给他。乌雅束时，更加敬礼，为异姓完颜部功臣之首。欢都去世后，乌雅束亲视葬事。其子完颜希尹（谷神）、完颜谋演。金熙宗天会十五年（1137年），追封代国公。金章宗明昌五年（1194年），谥忠敏。